# Seznam katastrálních území v okrese Zlín
Zde je uveden kompletní výčet katastrálních území okresu Zlín, včetně jejich rozlohy a evidenčních částí obcí, které na nich leží.

## Seznam katastrálních území
V okrese Zlín se nachází 127 katastrálních území, celková rozloha okresu činí 1045,34 km².
| Název KÚ                      | Části obce                  | Obec                     | Výměra (v km²) |
| ----------------------------- | --------------------------- | ------------------------ | -------------- |
| Bělov                         | Bělov                       | Bělov                    | 3,44           |
| Biskupice u Luhačovic         | Biskupice                   | Biskupice                | 5,97           |
| Bohuslavice nad Vláří         | Bohuslavice nad Vláří       | Bohuslavice nad Vláří    | 6,86           |
| Bohuslavice u Zlína           | Bohuslavice u Zlína         | Bohuslavice u Zlína      | 8,05           |
| Bratřejov u Vizovic           | Bratřejov                   | Bratřejov                | 11,95          |
| Brumov                        | Brumov                      | Brumov-Bylnice           | 21,50          |
| Březnice u Zlína              | Březnice                    | Březnice                 | 9,15           |
| Březová u Zlína               | Březová                     | Březová                  | 2,66           |
| Březůvky                      | Březůvky                    | Březůvky                 | 7,97           |
| Bylnice                       | Bylnice                     | Brumov-Bylnice           | 16,09          |
| Dešná u Zlína                 | Dešná                       | Dešná                    | 2,16           |
| Divnice                       | Divnice                     | Slavičín                 | 7,25           |
| Dobrkovice                    | Dobrkovice                  | Dobrkovice               | 4,33           |
| Dolní Lhota u Luhačovic       | Dolní Lhota                 | Dolní Lhota              | 5,00           |
| Dolní Ves                     | Dolní Ves                   | Fryšták                  | 10,99          |
| Doubravy                      | Doubravy                    | Doubravy                 | 10,19          |
| Drnovice u Valašských Klobouk | Drnovice                    | Drnovice                 | 7,62           |
| Držková                       | Držková                     | Držková                  | 20,89          |
| Fryšták                       | Dolní Ves, Fryšták          | Fryšták                  | 2,73           |
| Halenkovice                   | Halenkovice                 | Halenkovice              | 20,02          |
| Haluzice                      | Haluzice                    | Haluzice                 | 4,08           |
| Horní Lhota u Luhačovic       | Horní Lhota                 | Horní Lhota              | 12,65          |
| Horní Ves u Fryštáku          | Horní Ves                   | Fryšták                  | 8,29           |
| Hostišová                     | Hostišová, Hostišová-Horňák | Hostišová                | 2,65           |
| Hrádek na Vlárské dráze       | Hrádek na Vlárské dráze     | Slavičín                 | 6,81           |
| Hrobice na Moravě             | Hrobice                     | Hrobice                  | 4,45           |
| Hřivínův Újezd                | Hřivínův Újezd              | Hřivínův Újezd           | 7,66           |
| Hvozdná                       | Hvozdná                     | Hvozdná                  | 7,28           |
| Chrastěšov                    | Chrastěšov                  | Vizovice                 | 2,62           |
| Jaroslavice u Zlína           | Jaroslavice                 | Zlín                     | 4,32           |
| Jasenná na Moravě             | Jasenná                     | Jasenná                  | 12,34          |
| Jestřabí nad Vláří            | Jestřabí                    | Jestřabí                 | 3,89           |
| Kaňovice u Luhačovic          | Kaňovice                    | Kaňovice                 | 4,61           |
| Karlovice u Zlína             | Karlovice                   | Karlovice                | 2,08           |
| Kašava                        | Kašava                      | Kašava                   | 8,40           |
| Kelníky                       | Kelníky                     | Kelníky                  | 3,84           |
| Kladná Žilín                  | Kladná Žilín                | Luhačovice               | 8,27           |
| Klečůvka                      | Klečůvka                    | Zlín                     | 2,63           |
| Kochavec                      | Kochavec                    | Rokytnice                | 1,65           |
| Komárov u Napajedel           | Komárov                     | Komárov                  | 7,62           |
| Kostelec u Zlína              | Kostelec                    | Zlín                     | 9,13           |
| Křekov                        | Křekov                      | Křekov                   | 3,85           |
| Kudlov                        | Kudlov                      | Zlín                     | 6,28           |
| Kvítkovice u Otrokovic        | Kvítkovice                  | Otrokovice               | 5,26           |
| Lhota u Zlína                 | Lhota                       | Lhota                    | 5,02           |
| Lhotka u Zlína                | Chlum, Lhotka               | Zlín                     | 4,63           |
| Lhotsko                       | Lhotsko                     | Lhotsko                  | 2,96           |
| Lípa nad Dřevnicí             | Lípa                        | Lípa                     | 8,35           |
| Lipina                        | Lipina                      | Valašské Klobouky        | 3,43           |
| Lipová u Slavičína            | Lipová                      | Lipová                   | 11,48          |
| Loučka I                      | Loučka                      | Loučka                   | 7,19           |
| Loučka II                     | Loučka                      | Loučka                   | 0,39           |
| Louky nad Dřevnicí            | Louky                       | Zlín                     | 3,65           |
| Ludkovice                     | Ludkovice, Pradlisko        | Ludkovice                | 11,85          |
| Luhačovice                    | Luhačovice                  | Luhačovice               | 14,50          |
| Lukov u Zlína                 | Lukov                       | Lukov                    | 10,85          |
| Lukoveček                     | Lukoveček                   | Lukoveček                | 22,68          |
| Lutonina                      | Lutonina                    | Lutonina                 | 6,11           |
| Lužkovice                     | Lužkovice                   | Zlín                     | 4,66           |
| Machová                       | Machová                     | Machová                  | 3,15           |
| Malenovice u Zlína            | Malenovice                  | Zlín                     | 17,83          |
| Mirošov u Valašských Klobouk  | Mirošov                     | Valašské Klobouky        | 5,53           |
| Mladcová                      | Mladcová                    | Zlín                     | 9,87           |
| Mysločovice                   | Mysločovice                 | Mysločovice              | 3,59           |
| Napajedla                     | Napajedla                   | Napajedla                | 19,82          |
| Návojná                       | Návojná                     | Návojná                  | 8,00           |
| Nedašov                       | Nedašov                     | Nedašov                  | 12,45          |
| Nedašova Lhota                | Nedašova Lhota              | Nedašova Lhota           | 9,33           |
| Neubuz                        | Neubuz                      | Neubuz                   | 5,39           |
| Nevšová                       | Nevšová                     | Slavičín                 | 7,62           |
| Oldřichovice u Napajedel      | Oldřichovice                | Oldřichovice             | 2,73           |
| Ostrata                       | Ostrata                     | Ostrata                  | 3,56           |
| Otrokovice                    | Otrokovice                  | Otrokovice               | 14,36          |
| Petrůvka u Slavičína          | Petrůvka                    | Petrůvka                 | 7,02           |
| Podhradí u Luhačovic          | Podhradí                    | Podhradí                 | 3,48           |
| Podkopná Lhota                | Podkopná Lhota              | Podkopná Lhota           | 4,83           |
| Pohořelice u Napajedel        | Pohořelice                  | Pohořelice               | 5,88           |
| Polichno                      | Polichno                    | Luhačovice               | 4,88           |
| Popov nad Vláří               | Popov                       | Štítná nad Vláří-Popov   | 5,60           |
| Poteč                         | Poteč                       | Poteč                    | 10,57          |
| Pozlovice                     | Pozlovice                   | Pozlovice                | 9,59           |
| Provodov na Moravě            | Provodov                    | Provodov                 | 11,94          |
| Prštné                        | Prštné                      | Zlín                     | 3,74           |
| Příluky u Zlína               | Příluky, Zlín               | Zlín                     | 5,70           |
| Racková                       | Racková                     | Racková                  | 11,18          |
| Raková                        | Raková                      | Zádveřice-Raková         | 2,53           |
| Rokytnice u Slavičína         | Rokytnice                   | Rokytnice                | 8,33           |
| Rudimov                       | Rudimov                     | Rudimov                  | 10,04          |
| Řetechov                      | Řetechov                    | Luhačovice               | 5,34           |
| Salaš u Zlína                 | Salaš                       | Zlín                     | 1,12           |
| Sazovice                      | Sazovice                    | Sazovice                 | 3,92           |
| Sehradice                     | Sehradice                   | Sehradice                | 9,09           |
| Sidonie                       | Sidonie                     | Brumov-Bylnice           | 7,51           |
| Slavičín                      | Slavičín                    | Slavičín                 | 12,00          |
| Slopné                        | Slopné                      | Slopné                   | 9,66           |
| Slušovice                     | Slušovice                   | Slušovice                | 7,11           |
| Smolina                       | Smolina                     | Valašské Klobouky        | 3,95           |
| Spytihněv                     | Spytihněv                   | Spytihněv                | 9,66           |
| Svatý Štěpán                  | Svatý Štěpán                | Brumov-Bylnice           | 11,19          |
| Šanov                         | Šanov                       | Šanov                    | 9,07           |
| Šarovy                        | Šarovy                      | Šarovy                   | 2,23           |
| Štípa                         | Štípa                       | Zlín                     | 6,90           |
| Štítná nad Vláří              | Štítná nad Vláří            | Štítná nad Vláří-Popov   | 22,81          |
| Študlov                       | Študlov                     | Študlov                  | 9,42           |
| Tečovice                      | Tečovice                    | Tečovice                 | 6,67           |
| Tichov                        | Tichov                      | Tichov                   | 7,32           |
| Tlumačov na Moravě            | Tlumačov                    | Tlumačov                 | 15,52          |
| Trnava u Zlína                | Trnava                      | Trnava                   | 18,83          |
| Ublo                          | Ublo                        | Ublo                     | 4,63           |
| Újezd u Valašských Klobouk    | Újezd                       | Újezd                    | 12,43          |
| Valašské Klobouky             | Valašské Klobouky           | Valašské Klobouky        | 14,04          |
| Valašské Příkazy              | Valašské Příkazy            | Valašské Příkazy         | 2,33           |
| Velíková                      | Velíková                    | Zlín                     | 3,51           |
| Velký Ořechov                 | Velký Ořechov               | Velký Ořechov            | 6,20           |
| Veselá u Zlína                | Veselá                      | Veselá                   | 4,44           |
| Vítová                        | Vítová                      | Fryšták                  | 2,16           |
| Vizovice                      | Vizovice                    | Vizovice                 | 25,92          |
| Vlachova Lhota                | Vlachova Lhota              | Vlachova Lhota           | 3,83           |
| Vlachovice                    | Vlachovice                  | Vlachovice               | 16,23          |
| Vlčková                       | Vlčková                     | Vlčková                  | 10,90          |
| Vrbětice                      | Vrbětice                    | Vlachovice               | 6,16           |
| Všemina                       | Všemina                     | Všemina                  | 11,66          |
| Vysoké Pole                   | Vysoké Pole                 | Vysoké Pole              | 12,10          |
| Zádveřice                     | Zádveřice                   | Zádveřice-Raková         | 15,43          |
| Zlín                          | Zlín                        | Zlín                     | 18,83          |
| Želechovice nad Dřevnicí      | Želechovice nad Dřevnicí    | Želechovice nad Dřevnicí | 16,03          |
| Žlutava                       | Žlutava                     | Žlutava                  | 7,40           |
| Celková výměra (v km²)        | Celková výměra (v km²)      | Celková výměra (v km²)   | 1033,58        |

## Zrušená katastrální území
V této tabulce jsou uvedena katastrální území na území dnešního okresu Zlín, která byla v minulosti zrušena.
| Název KÚ    | Sídla       | Současná obec | Rok vzniku | Vyčleněno z KÚ | Rok zrušení | Začleněno do KÚ |
| ----------- | ----------- | ------------- | ---------- | -------------- | ----------- | --------------- |
| Franckovice | Franckovice | Racková       | 1899       | Racková        | 1950        | Racková         |